# Костел святого Антонія (Рівне)
Костел святого Антонія — колишній римо-католицький костел. Від 1987 року — зал камерної та органної музики Рівненської обласної філармонії. Пам'ятка архітектури місцевого значення.

## Історія
Будівля костелу святого Антонія зведена на місці трьох попередніх римо-католицьких святинь. Будівництво розпочате у 1858 (1868?) році. Лише у 1899 році закінчений при спонсоруванні Романа Даміана Сангушка та за проектом архітектора К. Войцеховського храм святого Антонія був добудований і нарешті відчинив свої двері перед парафіянами. У 1927 році проведено ремонтно-реставраційні роботи, інтер'єри оздоблені вітражами та модерністською поліхромією пензля К. Політинського. Після другої світової війни були демонтовані шпилі завершення та верхній ярус кутових веж. Через що костел перестав бути найвищою спорудою міста. У 1987 році, після передання будівлі обласній філармонії, відбувся капітальний ремонт приміщення костелу та облаштування його під зал органної та камерної музики.
Пам'ятку архітектури взято на державний облік та під державну охорону рішенням Рівненського облвиконкому від 28.07.1990 року № 140.

## Архітектура
Тринефний костел зального типу, хрестоподібний в плані з однонавним вівтарем. Габаритні розміри в плані 25,63 × 42,05 м (з контрфорсами). Висота — 22,10 м. Під навою та вівтарною частиною будівлі знаходяться підвальні приміщення. Головний фасад костелу розчленований по вертикалі на три поля за допомогою контрфорсів, симетричний відносно головної осі. Нижня частина фасаду відділена від верхнього ярусу за допомогою профільованого карнизу. Над головним входом центральної частини знаходиться кругле вікно, а на вінчаючому ярусі вікно-трифорій стрілчастої форми. Об'єми башт завершені невеликими аркадами та аттиками, площини яких оздоблені квадратними нішами. Декор інтер'єрів стриманий. Внутрішній простір храму розділений на нави за допомогою двох рядів колон.
Будівля костелу є зразком стилю історизм, зокрема одного з його проявів «надвіслянсько-балтійської неоготики».

## Перебудови та втрати
Над кутовими вежами головного фасаду втрачено шпилі та верхні яруси цих веж. Замуровано два входи у бічні нави з боку головного фасаду, а поверхня фасадів облицьована плиткою, що імітує цегляну кладку «під розшивку швів».